# Aquene
Aquene est un prénom féminin.

## Sens et origine du prénom
- Prénom féminin d'origine nord-amérindienne [1].
- Prénom qui signifie « paix » en langue algonquienne, parlée par un peuple autochtone d'Amérique du Nord.

## Prénom de personnes célèbres et fréquence
- Prénom aujourd'hui très peu usité aux États-Unis[2].
- Prénom qui n'a jamais été donné en France[3]. Au moins une petite fille porte ce nom en France.